# 麝鼠

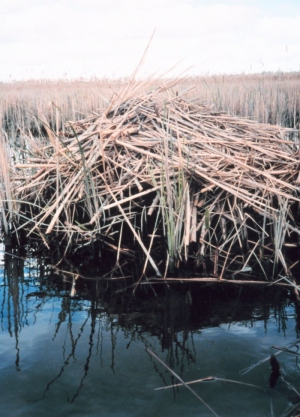
麝鼠的巢穴，馬里蘭州帕塔森特河中游的沼澤

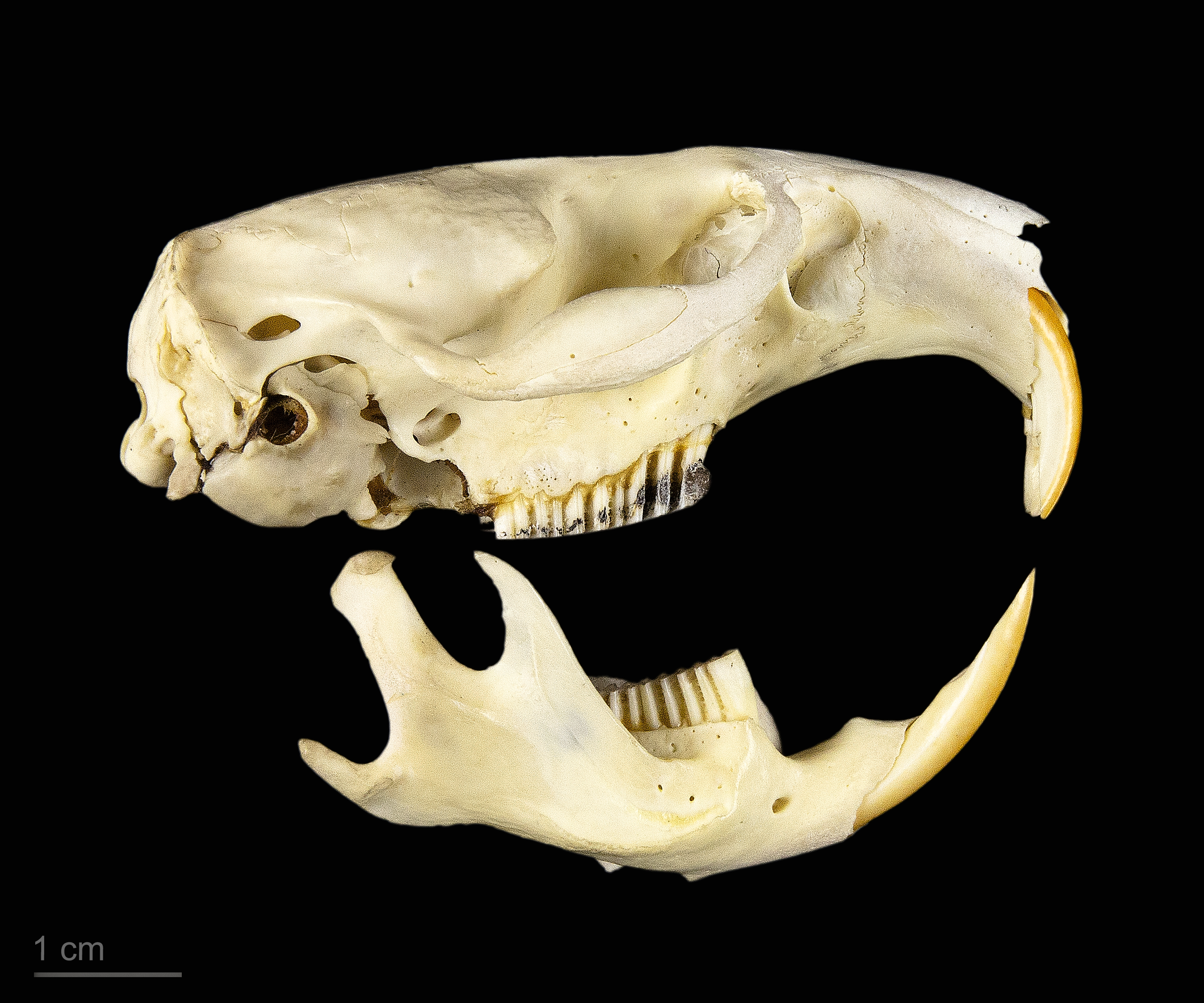
Ondatra zibethicus

麝鼠（學名：Ondatra zibethicus）是麝鼠屬中的唯一成員，是北美洲本土較大的水棲齧齒目動物，並傳入歐洲的一些部分。牠們在中大西洋被稱為「沼澤松鼠」。成年的麝鼠通常長約25-40厘米，並有一條約20-25厘米長的強壯尾巴。牠們的身軀被一層厚、棕色而防水的毛皮蓋著；這毛皮的下半部分的顏色較淡。牠們住在新澤西州、馬里蘭州及維吉尼亞州微鹹的水中。牠們的後腿部分有蹼，並一對像人手的小前腿。牠們的重量可達1700公克，大約是一隻溝鼠的四倍重。

## 自然生境
麝鼠住在濕地，包括池塘、湖、沼澤及河岸，因而得到「沼澤松鼠」的暱稱。牠們是很好的游泳者，在水中，他們用自己的尾巴推進。雖然牠們像海狸，但牠們的尾巴較海狸皮革般的獨特尾巴小和瘦。牠們出沒於阿拉斯加、加拿大、美國及北墨西哥。麝鼠會在水源旁挖掘出很大的地道的系統，並在水底做一個入口。在沼澤，麝鼠會用香蒲和泥來建造牠們的巢穴，甚至輸送食物的平臺。住在海狸巢穴的麝鼠也很常見。麝鼠幫忙維持給予水生動物提供棲息地方的沼澤空地。
麝鼠多數在將近黎明及黃昏和夜間的時間活動。牠們吃香蒲及其他水中的植物、淡水河蚌、青蛙、淡水螯蝦及小龜。牠們則是鼬、狐、郊狼、狼、猞猁及大鴞形目的獵物。
雄性的麝鼠用一種強烈的麝鼠分泌物來表示身份以劃分地盤。雌麝鼠一般一胎有2到3隻小麝鼠。每一個麝鼠族群都會有6至10年的時期突然地興起及衰亡。
當很多濕地被人類所破壞後，麝鼠的新生境變成了人工的河渠或灌溉水道，所以麝鼠仍舊很普遍及廣泛分佈。
牠們能夠存活在帶硫磺的溪流旁邊，而那些含硫磺的水多是由煤礦排出的。魚類和青蛙在這些溪流中都會死去，然而麝鼠可以生存並佔據著這些地方。

## 適應能力
麝鼠有兩種獨特的適應能力，令牠們能成為能繼續生存。第一是牠們鼻孔的外形。它們看上去好像數字7，讓麝鼠能吸入自己剛呼出缺氧氣的剩餘氧氣。這讓麝鼠能潛在水底15分鐘。另一種適應能力也是麝鼠得名的原因。麝鼠發出麝香的腺位於接近牠們的尾巴下側的位置。它的分泌物是用來在牠們已佔據的領地警告其他麝鼠。這能讓牠們避開食物和配偶競爭者，讓牠們得以生存。

## 獵殺麝鼠
一些歐洲國家如比利時及荷蘭等把麝鼠視為有害的動物，並認為牠們必須被消滅。因此這動物不斷被獵殺以減低牠們的數量。麝鼠被視為有害是因為牠們挖掘的洞穴會破壞堤壩。
在北半球，捕捉麝鼠是一種運動並逐漸成為普遍的活動。在美國北部的州份，獵殺麝鼠大大地受到限制。
在比利時和荷蘭，被殺了的麝鼠有時會被賣到一些餐館去。

## 資料來源
- Baillie. . The IUCN Red List of Threatened Species 1996.   [09 May 2006].
- . ITIS. 2006  [23 March, 2006].

## 外部連結
- Everything Muskrat（页面存档备份，存于）
- Hinterland Who's Who
- How the Muskrat Became a Fish
- How Muskrat Created the World - Native American Legends（页面存档备份，存于）
- The New Student's Reference Work/Muskrat

1. ↑  Cassola, F. . IUCN Red List of Threatened Species (IUCN). 2016, 2016: e.T15324A22344525  [2 June 2018]. doi:10.2305/IUCN.UK.2016-3.RLTS.T15324A22344525.en. （原始内容存档于2019-05-17）.